# Donald Charlton Bradley
Donald Charlton Bradley (1924–2014) est un chimiste britannique reconnu pour ses travaux sur la chimie des alcoxydes métalliques et des amides métalliques, leur synthèse, leur structure et leurs liaisons, et pour ses études sur leurs conversions en Oxyde ,.

## Biographie
Donald Charlton Bradley est né à Londres le 7 novembre 1924 au Paddington Green Children's Hospital, fils de Gladys Winifred Bradley, une modiste, de Leamington Spa. La sœur aînée de Gladys, Doris Marian, et son mari John élèvent Donald, principalement à Hove. Là, il fréquente la Hove County Grammar School for Boys.
Après avoir obtenu son certificat d'études supérieures en sciences et en mathématiques, Bradley est dirigé vers la British Electrical and Allied Industries Research Association (ERA) dans le nord-ouest de Londres, dans le cadre de l'effort de guerre. Il étudie les effets du gaz moutarde sur les composants électriques et comment prolonger la durée de vie des condensateurs. Au cours de cet apprentissage, il s'inscrit à un diplôme à temps partiel au Birkbeck College de Londres et obtient un BSc de première classe en 1946. Il fait ensuite des recherches pour un doctorat, sous la direction du professeur William Wardlaw  au cours de laquelle il étudie les composés d'alcoolate de zirconium [Zr(OR) 4 ] n. Il obtient son doctorat en 1950.
Bradley continue à Birkbeck, travaillant avec Ram Charan Mehrotra, qui est en visite pendant deux ans depuis l'Inde, et Marc Faktor, entre autres.
Le 21 août 1959, Bradley, sa femme et son fils naviguent sur le Maasdam de Southampton au Canada en route vers Londres, Ontario, où Donald devait occuper un poste de professeur à l'Université Western Ontario (UWO), travaillant avec Fred Pattison et Paul de Mayo,.
Après six ans au Canada, Bradley se voit offrir la chaire de chimie inorganique au Queen Mary College de Londres (QM), à partir de 1965. Entre autres réalisations, il engage le cristallographe Michael Hursthouse et crée ainsi un groupe prospère de cristallographie aux rayons X à QM.
Don prend officiellement sa retraite en 1987, restant très actif dans la recherche en tant que professeur émérite de chimie inorganique.

### Famille
Pendant son séjour à l'ERA, Bradley rencontre Constance Joy Hazeldean (Joy), la bibliothécaire là-bas. Ils se marient en 1948 et ont un enfant, David, le 18 mai 1951. Joy est décédée le 9 mars 1985.
En janvier 1988, il rencontre Ann Levy (née MacDonald). Ils se marient à l'église St Olav de la City de Londres le 10 juin 1990.
Donald Charlton Bradley meurt le 20 décembre 2014.